# Jacob Leupold

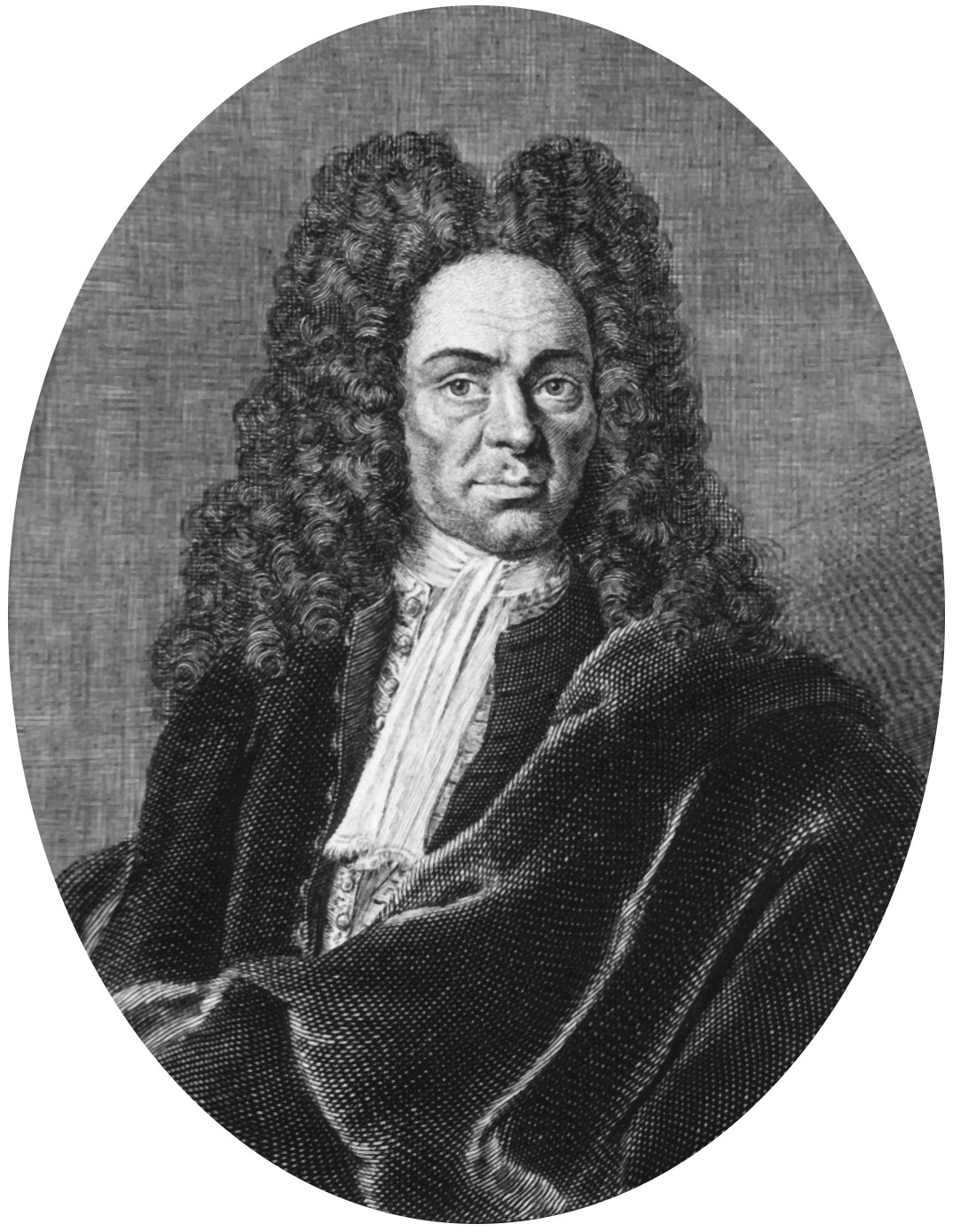
Jacob Leupold

Jacob Leupold (22 juli 1674 - 12 januari 1727) was een Duitse fysicus, wiskundige, instrumentmaker, mijnbouwcommissaris en ingenieur. Hij schreef het baanbrekende boek "Theatrum Machinarum Generale". 

## Leven
Jacob Leupold heeft vele apparaten gebouwd die handig zijn in de experimentele natuurkunde. In 1699 spitste Leupold zich volledig toe op de mechanica en wiskunde.

## Werk
In 1701 verkreeg Leupold een functie als econoom in het George Militair Hospitaal, waardoor hij een vast inkomen had. Hierdoor had hij niet genoeg vrije tijd om zich aan de mechanica te wijden.

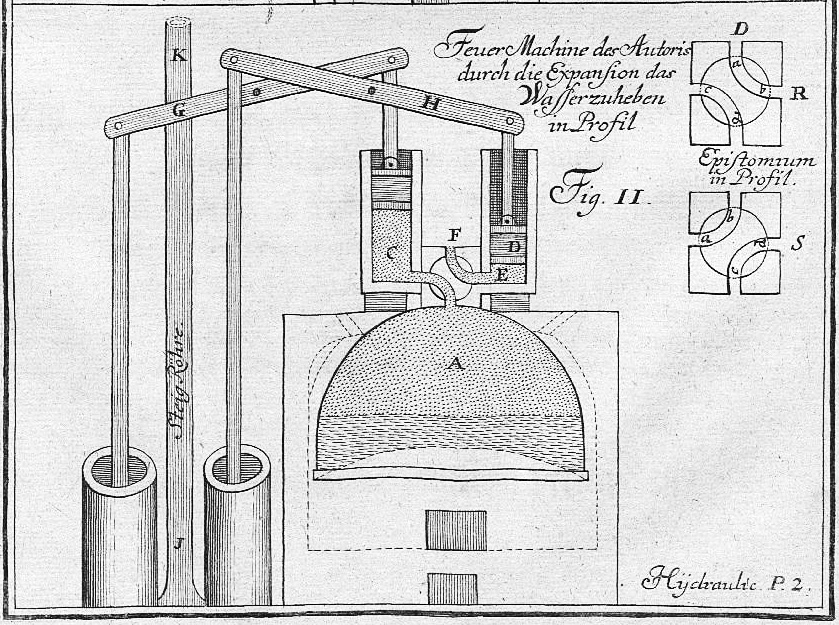
Leupolds stoommachine (1720)

In de 17e eeuw waren de belangrijkste instrumenten voor de experimentele fysica: de telescoop, de microscoop, de slingerklok en de vacuümpomp (uitgevonden in 1656 door Otto von Guericke). Leupold wordt ook genoemd als een vroege uitvinder van de luchtpomp. Hij ontwierp zijn eerste pomp in 1705. In 1707 publiceerde hij een boek "Antlia pneumatica illustrata". In 1711, op advies van Gottfried Wilhelm Leibniz, verwierf de Pruisische Academie van Wetenschappen de pomp van Leupold. In 1715 werd Leupold lid van de academie. In 1720 begon Leupold te werken aan het manuscript van Theatrum Machinarum. Het was de eerste systematische analyse van machinebouw. Het omvatte, voorafgaand aan zijn tijd, een ontwerp voor een hoge druk niet-condenserendstoommachine, zoals die niet werden gebouwd tot het begin van de 19e eeuw. Theatrum machinarum bestaat uit 10 geïllustreerde volumes. Het werd gepubliceerd in Leipzig tussen 1724-1739.

## Persoonlijk
Hij huwde met Anna Elizabeth en zij kregen drie zonen en drie dochters die allen -behalve een dochter -jong stierven. Zijn vrouw stierf in 1713. Leupold zelf stierf op 53-jarige leeftijd op 12 januari 1727.